# 벤다 빌릴리!
벤다 빌릴리!(Benda Bilili!)는 2010년 공개된 프랑스의 다큐멘터리 영화이다.

## 줄거리
르노 바레와 플로랑 드 라 툴레이 감독이 제작한 2010년 다큐멘터리 영화로, 콩고민주공화국 킨샤사의 거리에서 활동하는 장애인 음악가 그룹 스태프 벤다 빌릴리의 이야기를 담고 있다. 영화는 2004년 처음 이들을 발견한 감독들이 5년간 촬영하며, 이들이 세계적인 음악가로 성장하는 과정을 보여준다. 소아마비로 장애를 가진 멤버들을 중심으로 구성된 이 그룹의 이름 '벤다 빌릴리'는 링갈라어로 '겉모습을 넘어선 진실을 보라'는 뜻을 가지고 있다.
영화는 이들의 음악적 성공뿐 아니라, 킨샤사의 역동적인 도시 생활과 그룹 멤버들이 이전에 상상 속에서만 존재했던 넓은 세상을 경험하며 느끼는 놀라움을 섬세하게 포착한다. 감독과 피사체 간의 발견과 공감이 돋보이는 이 작품은, 킨샤사 거리에서 시작해 유럽 투어까지 이어진 스태프 벤다 빌릴리의 실화 기반 성공 스토리를 보여준다.
2010년 칸 영화제 감독 주간 개막작으로 상영되어 기립 박수를 받았으며, 이후 프랑스 세자르 영화제 다큐멘터리 부문 후보, 프랑스 언론 비평가 시상식 최고 다큐멘터리상 등을 수상했다. 미국 극장에서도 개봉했지만, 멤버들의 여권 문제로 예정되었던 미국 투어는 취소되었다.

## 출연

### 주연
- 로제 란두
- 코코 남바리
- 쿠바인 카베아
- 레온 리카부
- 폴린 키아라-메이지